# Polen i olympiska sommarspelen 2012
Polen deltog i de olympiska sommarspelen 2012 som ägde rum i London i Storbritannien mellan den 27 juli och den 12 augusti 2012.

## Medaljörer
| Medalj | Namn                                | Sport         | Gren                    |
| ------ | ----------------------------------- | ------------- | ----------------------- |
| Guld   | Anita Włodarczyk                    | Friidrott     | Damernas släggkastning  |
| Guld   | Tomasz Majewski                     | Friidrott     | Herrarnas kulstötning   |
| Guld   | Adrian Zieliński                    | Tyngdlyftning | Herrarnas 85 kg         |
| Silver | Sylwia Bogacka                      | Skytte        | Damernas 10 m luftgevär |
| Silver | Bartłomiej Bonk                     | Tyngdlyftning | Herrarnas 105 kg        |
| Brons  | Damian Janikowski                   | Brottning     | Herrarnas 84 kg         |
| Brons  | Beata Mikołajczyk Karolina Naja     | Kanotsport    | Damernas K2, 500 m      |
| Brons  | Magdalena Fularczyk Julia Michalska | Rodd          | Damernas dubbelsculler  |
| Brons  | Przemysław Miarczyński              | Segling       | Herrarnas RS:X          |
| Brons  | Zofia Klepacka                      | Segling       | Damernas RS:X           |
| Brons  | Tomas Zieliński                     | Tyngdlyftning | Herrarnas 94 kg         |

## Badminton
- Huvudartikel: Badminton vid olympiska sommarspelen 2012

| Spelare                              | Gren        | Gruppnivå                                             | Gruppnivå                           | Gruppnivå                          | Gruppnivå | Eliminering       | Kvartsfinal                            | Semifinal         | Final / brons     | Final / brons    |
| Spelare                              | Gren        | Motståndare Poäng                                     | Motståndare Poäng                   | Motståndare Poäng                  | Placering | Motståndare Poäng | Motståndare Poäng                      | Motståndare Poäng | Motståndare Poäng | Placering        |
| ------------------------------------ | ----------- | ----------------------------------------------------- | ----------------------------------- | ---------------------------------- | --------- | ----------------- | -------------------------------------- | ----------------- | ----------------- | ---------------- |
| Przemysław Wacha                     | Herrsingel  | Chen J (CHN) L 21–15, 21–8                            | i.u.                                | i.u.                               | 2         | Gick inte vidare  | Gick inte vidare                       | Gick inte vidare  | Gick inte vidare  | Gick inte vidare |
| Adam Cwalina Michał Łogosz *         | Herrdubbel  | Ko S-h / Yoo Y-s (KOR) L 21–17, 7–21, 13–21           | Isara / Jongjit (THA) L 0–21, 0–21  | Ahsan / Septano (INA) L 0–21, 0–21 | 4         | i.u.              | Gick inte vidare                       | Gick inte vidare  | Gick inte vidare  | Gick inte vidare |
| Kamila Augustyn                      | Damsingel   | Baun (DEN) L 11–21, 6–21                              | Prokopenko (RUS) L 16–21, 17–21     | i.u.                               | 3         | Gick inte vidare  | Gick inte vidare                       | Gick inte vidare  | Gick inte vidare  | Gick inte vidare |
| Nadieżda Kostiuczyk Robert Mateusiak | Mixeddubbel | Fischer Nielsen / Pedersen (DEN) L 9–21, 21–14, 17–21 | Ikeda / Shiota (JPN) W 21–18, 22–20 | T Ng / G Gao (CAN) W 21–13, 21–16  | 2 Q       | i.u.              | Chen / Jin (CHN) L 21–19, 16–21, 21–23 | Gick inte vidare  | Gick inte vidare  | Gick inte vidare |

## Bordtennis
- Huvudartikel: Bordtennis vid olympiska sommarspelen 2012

| Spelare                                      | Gren       | Inledande omgång     | Runda 1              | Runda 2              | Runda 3               | Runda 4              | Kvartsfinal          | Semifinal            | Final                | Final            |
| Spelare                                      | Gren       | Motståndare Resultat | Motståndare Resultat | Motståndare Resultat | Motståndare Resultat  | Motståndare Resultat | Motståndare Resultat | Motståndare Resultat | Motståndare Resultat | Placering        |
| -------------------------------------------- | ---------- | -------------------- | -------------------- | -------------------- | --------------------- | -------------------- | -------------------- | -------------------- | -------------------- | ---------------- |
| Wang Zeng Yi                                 | Herrsingel | BYE                  | Hoyama (BRA) W 4–3   | He Z W (ESP) L 3–4   | Gick inte vidare      | Gick inte vidare     | Gick inte vidare     | Gick inte vidare     | Gick inte vidare     | Gick inte vidare |
| Li Qian                                      | Damsingel  | BYE                  | BYE                  | BYE                  | Huang Y-h (TPE) W 4–0 | Ishikawa (JPN) L 1–4 | Gick inte vidare     | Gick inte vidare     | Gick inte vidare     | Gick inte vidare |
| Natalia Partyka                              | Damsingel  | BYE                  | BYE                  | Skov (DEN) W 4–3     | Li J (NED) L 2–4      | Gick inte vidare     | Gick inte vidare     | Gick inte vidare     | Gick inte vidare     | Gick inte vidare |
| Katarzyna Grzybowska Li Qian Natalia Partyka | Lag        | i.u.                 | i.u.                 | i.u.                 | i.u.                  | Singapore L 1–3      | Gick inte vidare     | Gick inte vidare     | Gick inte vidare     | Gick inte vidare |

## Boxning
- Huvudartikel: Boxning vid olympiska sommarspelen 2012

Damer
| Boxare              | Gren     | Åttondelsfinal       | Kvartsfinal          | Semifinal            | Final                | Final            |
| Boxare              | Gren     | Motståndare Resultat | Motståndare Resultat | Motståndare Resultat | Motståndare Resultat | Placering        |
| ------------------- | -------- | -------------------- | -------------------- | -------------------- | -------------------- | ---------------- |
| Karolina Michalczuk | Flugvikt | Kom (IND) L 14–19    | Gick inte vidare     | Gick inte vidare     | Gick inte vidare     | Gick inte vidare |

## Brottning
- Huvudartikel: Brottning vid olympiska sommarspelen 2012

Herrar, grekisk-romersk stil
| Brottare          | Gren    | Kvalomgång           | Åttondelsfinal          | Kvartsfinal          | Semifinal            | Återkval 1           | Återkval 2              | Final / brons        | Final / brons |
| Brottare          | Gren    | Motståndare Resultat | Motståndare Resultat    | Motståndare Resultat | Motståndare Resultat | Motståndare Resultat | Motståndare Resultat    | Motståndare Resultat | Placering     |
| ----------------- | ------- | -------------------- | ----------------------- | -------------------- | -------------------- | -------------------- | ----------------------- | -------------------- | ------------- |
| Damian Janikowski | -84 kg  | Avluca (TUR) W 3–0   | Hrustanović (AUT) W 3–0 | Shorey (CUB) W 3–0   | Gaber (EGY) L 1–3    | BYE                  | BYE                     | Noumonvi (FRA) W 3–0 | 3             |
| Łukasz Banak      | -120 kg | BYE                  | Chebbi (TUN) W 3–0      | Nabi (EST) L 0–3     | Gick inte vidare     | BYE                  | Chugoshvili (BLR) L 0–3 | Gick inte vidare     | 7             |

Damer, fristil
| Brottare        | Gren   | Kvalomgång           | Åttondelsfinal           | Kvartsfinal          | Semifinal            | Återkval 1           | Återkval 2           | Final / brons        | Final / brons |
| Brottare        | Gren   | Motståndare Resultat | Motståndare Resultat     | Motståndare Resultat | Motståndare Resultat | Motståndare Resultat | Motståndare Resultat | Motståndare Resultat | Placering     |
| --------------- | ------ | -------------------- | ------------------------ | -------------------- | -------------------- | -------------------- | -------------------- | -------------------- | ------------- |
| Iwona Matkowska | -48 kg | Bermúdez (ARG) W 3–0 | Otgontsetseg (MGL) W 5–1 | Stadnik (AZE) L 0–3  | Gick inte vidare     | BYE                  | Chun (USA) L 0–5     | Gick inte vidare     | 10            |
| Monika Michalik | -63 kg | BYE                  | Oborududu (NGR) W 3–0    | Jing Rx (CHN) L 0–3  | Gick inte vidare     | BYE                  | Choe U-G (PRK) W 3–0 | Volosova (RUS) L 1–3 | 5             |

## Bågskytte
- Huvudartikel: Bågskytte vid olympiska sommarspelen 2012

| Bågskytt          | Gren                   | Ranking-runda | Ranking-runda | 32-delsfinal            | Sextondelsfinal           | Åttondelsfinal         | Kvartsfinal       | Semifinal         | Final             | Final            |
| Bågskytt          | Gren                   | Poäng         | Seedning      | Motståndare Poäng       | Motståndare Poäng         | Motståndare Poäng      | Motståndare Poäng | Motståndare Poäng | Motståndare Poäng | Placering        |
| ----------------- | ---------------------- | ------------- | ------------- | ----------------------- | ------------------------- | ---------------------- | ----------------- | ----------------- | ----------------- | ---------------- |
| Rafał Dobrowolski | Herrarnas individuella | 672           | 14            | Xavier (BRA) (51) W 7–3 | Banerjee (IND) (46) W 7–3 | Oh J-h (KOR) (3) L 0–6 | Gick inte vidare  | Gick inte vidare  | Gick inte vidare  | Gick inte vidare |
| Natalia Leśniak   | Damernas individuella  | 639           | 38            | Xu J (CHN) (27) L 2–6   | Gick inte vidare          | Gick inte vidare       | Gick inte vidare  | Gick inte vidare  | Gick inte vidare  | Gick inte vidare |

## Cykling
- Huvudartikel: Cykling vid olympiska sommarspelen 2012

### Landsväg
| Cyklist             | Gren              | Tid      | Placering |
| ------------------- | ----------------- | -------- | --------- |
| Maciej Bodnar       | Linjelopp, herrar | 5:46:37  | 84        |
| Maciej Bodnar       | Tempolopp, herrar | 55:49.67 | 25        |
| Michał Gołaś        | Linjelopp, herrar | Bröt     | Bröt      |
| Michał Kwiatkowski  | Linjelopp, herrar | 5:46:37  | 60        |
| Katarzyna Pawłowska | Linjelopp, damer  | 3:35:56  | 11        |

### Bana
Sprint
| Cyklist                                          | Gren                | Kval                 | Kval      | Omgång 1                         | Återkval 1                       | Omgång 2                         | Återkval 2                       | Kvartsfinaler                    | Semifinaler                      | Final                            | Final            |
| Cyklist                                          | Gren                | Tid Hastighet (km/h) | Placering | Motståndare Tid Hastighet (km/h) | Motståndare Tid Hastighet (km/h) | Motståndare Tid Hastighet (km/h) | Motståndare Tid Hastighet (km/h) | Motståndare Tid Hastighet (km/h) | Motståndare Tid Hastighet (km/h) | Motståndare Tid Hastighet (km/h) | Placering        |
| ------------------------------------------------ | ------------------- | -------------------- | --------- | -------------------------------- | -------------------------------- | -------------------------------- | -------------------------------- | -------------------------------- | -------------------------------- | -------------------------------- | ---------------- |
| Damian Zieliński                                 | Ind. sprint, herrar | 10.323 69.747        | 14        | Dmitrijev (RUS) L                | Nakagawa (JPN) L                 | Gick inte vidare                 | Gick inte vidare                 | Gick inte vidare                 | Gick inte vidare                 | Gick inte vidare                 | Gick inte vidare |
| Maciej Bielecki Kamil Kuczyński Damian Zieliński | Lagsprint, herrar   | 44.712 60.386        | 10        | i.u.                             | i.u.                             | i.u.                             | i.u.                             | Gick inte vidare                 | Gick inte vidare                 | Gick inte vidare                 | Gick inte vidare |

Keirin
| Cyklist         | Gren           | Första omgången | Återkval  | Andra omgången  | Final     |
| Cyklist         | Gren           | Placering       | Placering | Placering       | Placering |
| --------------- | -------------- | --------------- | --------- | --------------- | --------- |
| Kamil Kuczyński | Keirin, herrar | 4 Q             | 4         | Did not advance | 13        |

Omnium
| Cyklist            | Gren          | Flygande varv | Flygande varv | Poänglopp | Poänglopp | Elimineringslopp | Ind. förföljelse | Ind. förföljelse | Scratch   | Tidjakt | Tidjakt   | Totalpoäng | Placering |
| Cyklist            | Gren          | Tid           | Placering     | Poäng     | Placering | Placering        | Tid              | Placering        | Placering | Tid     | Placering | Totalpoäng | Placering |
| ------------------ | ------------- | ------------- | ------------- | --------- | --------- | ---------------- | ---------------- | ---------------- | --------- | ------- | --------- | ---------- | --------- |
| Małgorzata Wojtyra | Omnium, damer | 14.754        | 13            | 34        | 1         | 10               | 3:45.083         | 12               | 13        | 36.790  | 14        | 63         | 11        |

### Mountainbike

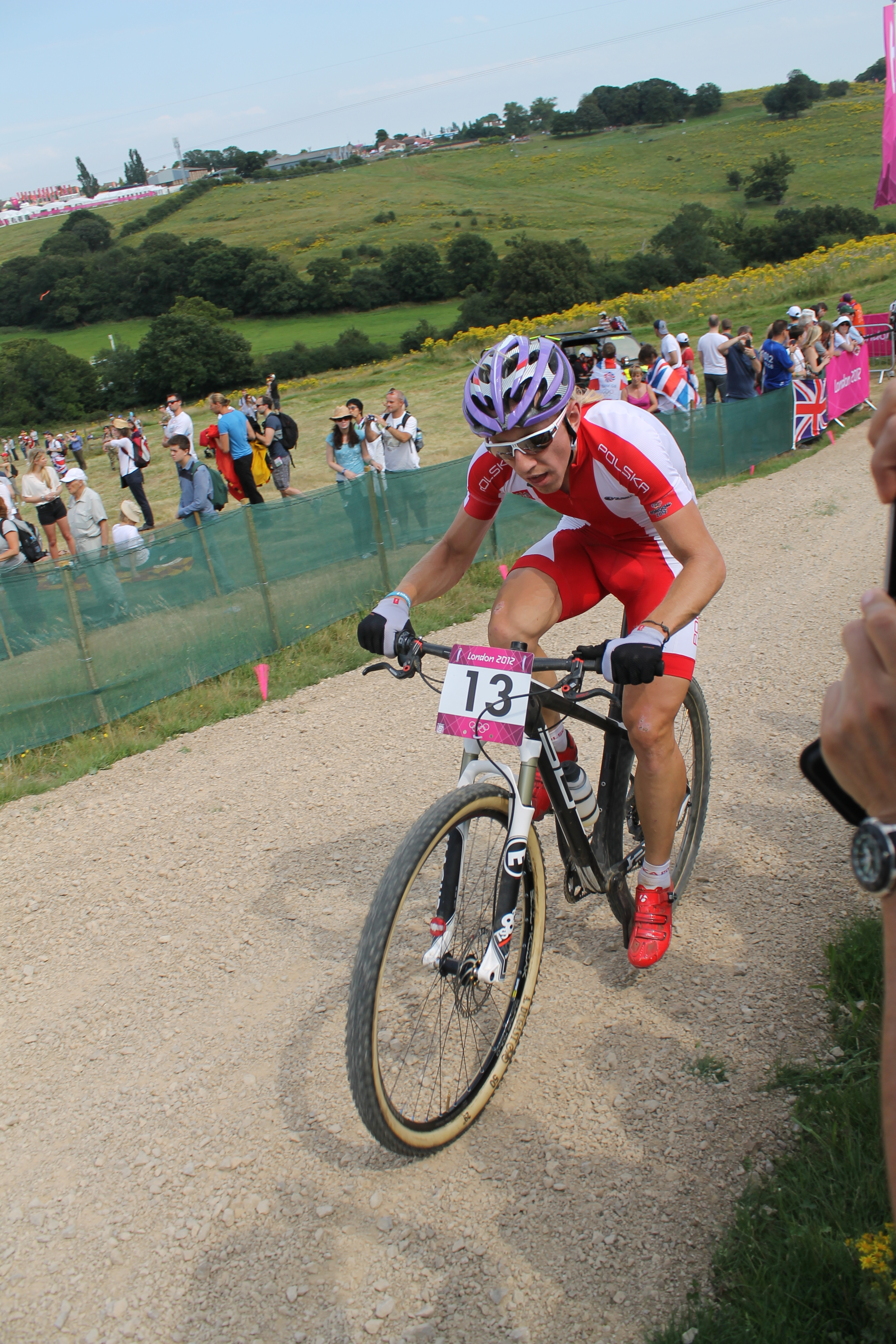
Marek Konwa i herrarnas terränglopp

| Cyklist               | Gren                | Tid     | Placering |
| --------------------- | ------------------- | ------- | --------- |
| Piotr Brzózka         | Terränglopp, herrar | 1:38:37 | 32        |
| Marek Konwa           | Terränglopp, herrar | 1:32:41 | 16        |
| Aleksandra Dawidowicz | Terränglopp, damer  | 1:33:20 | 7         |
| Paula Gorycka         | Terränglopp, damer  | 1:39:18 | 22        |

## Friidrott
- Huvudartikel: Friidrott vid olympiska sommarspelen 2012

Förkortningar
- Notera – Placeringar gäller endast den tävlandes eget heat
- Q = Kvalificerade sig till nästa omgång via placering
- q = Kvalificerade sig på tid eller, i fältgrenarna, på placering utan att ha nått kvalgränsen
- NR = Nationellt rekord
- N/A = Omgången inte möjlig i grenen
- Bye = Idrottaren behövde inte delta i omgången

Herrar
Bana och väg
| Rafał Augustyn                                                                                     | 20 km gång     | i.u.    | i.u. | i.u.  | i.u. | i.u.             | i.u.             | 1:23:17          | 29               |
| Marcin Chabowski                                                                                   | Maraton        | i.u.    | i.u. | i.u.  | i.u. | i.u.             | i.u.             | DNS              | DNS              |
| Rafał Fedaczyński                                                                                  | 50 km gång     | i.u.    | i.u. | i.u.  | i.u. | i.u.             | i.u.             | DNF              | DNF              |
| Kamil Kryński                                                                                      | 200 m          | 20.66   | 3 Q  | i.u.  | i.u. | 20.83            | 6                | Gick inte vidare | Gick inte vidare |
| Adam Kszczot                                                                                       | 800 m          | 1:45.99 | 3 Q  | i.u.  | i.u. | 1:45.34          | 3                | Gick inte vidare | Gick inte vidare |
| Dariusz Kuć                                                                                        | 100 m          | BYE     | BYE  | 10.24 | 4    | Gick inte vidare | Gick inte vidare | Gick inte vidare | Gick inte vidare |
| Marcin Lewandowski                                                                                 | 800 m          | 1:47.64 | 5 q  | i.u.  | i.u. | 1:45.08          | 4                | Gick inte vidare | Gick inte vidare |
| Marcin Marciniszyn                                                                                 | 400 m          | 46.35   | 6    | i.u.  | i.u. | Gick inte vidare | Gick inte vidare | Gick inte vidare | Gick inte vidare |
| Artur Noga                                                                                         | 110 m häck     | DNF     | DNF  | i.u.  | i.u. | Gick inte vidare | Gick inte vidare | Gick inte vidare | Gick inte vidare |
| Łukasz Nowak                                                                                       | 50 km gång     | i.u.    | i.u. | i.u.  | i.u. | i.u.             | i.u.             | 3:42:47          | 9                |
| Łukasz Parszczyński                                                                                | 3 000 m hinder | 8:30.08 | 9    | i.u.  | i.u. | i.u.             | i.u.             | Gick inte vidare | Gick inte vidare |
| Rafał Sikora                                                                                       | 50 km gång     | i.u.    | i.u. | i.u.  | i.u. | i.u.             | i.u.             | 3:47:47          | 18               |
| Grzegorz Sudoł                                                                                     | 20 km gång     | i.u.    | i.u. | i.u.  | i.u. | i.u.             | i.u.             | 1:22:40          | 24               |
| Henryk Szost                                                                                       | Maraton        | i.u.    | i.u. | i.u.  | i.u. | i.u.             | i.u.             | 2:12:28          | 9                |
| Dawid Tomala                                                                                       | 20 km gång     | i.u.    | i.u. | i.u.  | i.u. | i.u.             | i.u.             | 1:21:55          | 19               |
| Jakub Adamski Kamil Kryński Robert Kubaczyk Dariusz Kuć Kamil Masztak Artur Zaczek                 | 4 x 100 m      | 38.31   | 6    | i.u.  | i.u. | i.u.             | i.u.             | Gick inte vidare | Gick inte vidare |
| Kamil Budziejewski Patryk Dobek Kacper Kozłowski Marcin Marciniszyn Michał Pietrzak Piotr Wiaderek | 4 x 400 m      | 3:02.86 | 5    | i.u.  | i.u. | i.u.             | i.u.             | Gick inte vidare | Gick inte vidare |

Fältgrenar
| Idrottare             | Gren           | Kval  | Kval      | Final            | Final            |
| Idrottare             | Gren           | Längd | Placering | Längd            | Placering        |
| --------------------- | -------------- | ----- | --------- | ---------------- | ---------------- |
| Przemysław Czajkowski | Diskuskastning | 61.08 | 22        | Gick inte vidare | Gick inte vidare |
| Paweł Fajdek          | Släggkastning  | NM    | —         | Gick inte vidare | Gick inte vidare |
| Igor Janik            | Spjutkastning  | 78.90 | 19        | Gick inte vidare | Gick inte vidare |
| Tomasz Majewski       | Kulstötning    | 21.03 | 3 Q       | 21.89            | 1                |
| Piotr Małachowski     | Diskuskastning | 64.65 | 7 q       | 67.19            | 5                |
| Łukasz Michalski      | Stavhopp       | 5.60  | 8 q       | 5.50             | 11               |
| Bartosz Osewski       | Spjutkastning  | 71.19 | 42        | Gick inte vidare | Gick inte vidare |
| Paweł Rakoczy         | Spjutkastning  | 77.36 | 28        | Gick inte vidare | Gick inte vidare |
| Robert Urbanek        | Diskuskastning | 59.56 | 32        | Gick inte vidare | Gick inte vidare |
| Paweł Wojciechowski   | Stavhopp       | NM    | —         | Gick inte vidare | Gick inte vidare |
| Szymon Ziółkowski     | Släggkastning  | 76.22 | 7 q       | 77.10            | 7                |

Damer
Bana och väg
| Idrottare                                                                                          | Event          | Heat     | Heat      | Kvartsfinal | Kvartsfinal | Semifinal        | Semifinal        | Final            | Final            |
| Idrottare                                                                                          | Event          | Resultat | Placering | Resultat    | Placering   | Resultat         | Placering        | Resultat         | Placering        |
| -------------------------------------------------------------------------------------------------- | -------------- | -------- | --------- | ----------- | ----------- | ---------------- | ---------------- | ---------------- | ---------------- |
| Paulina Buziak                                                                                     | 20 km gång     | i.u.     | i.u.      | i.u.        | i.u.        | i.u.             | i.u.             | 1:35:23          | 45               |
| Agnieszka Dygacz                                                                                   | 20 km gång     | i.u.     | i.u.      | i.u.        | i.u.        | i.u.             | i.u.             | 1:31:28          | 23               |
| Karolina Jarzyńska                                                                                 | Maraton        | i.u.     | i.u.      | i.u.        | i.u.        | i.u.             | i.u.             | 2:30:57          | 36               |
| Marta Jeschke                                                                                      | 100 m          | BYE      | BYE       | 11.42       | 6           | Gick inte vidare | Gick inte vidare | Gick inte vidare | Gick inte vidare |
| Anna Jesień                                                                                        | 400 m häck     | 55.44    | 4 q       | i.u.        | i.u.        | 56.28            | 7                | Gick inte vidare | Gick inte vidare |
| Anna Kiełbasińska                                                                                  | 200 m          | 23.67    | 7         | i.u.        | i.u.        | Gick inte vidare | Gick inte vidare | Gick inte vidare | Gick inte vidare |
| Katarzyna Kowalska                                                                                 | 3 000 m hinder | 9:48.60  | 11        | i.u.        | i.u.        | i.u.             | i.u.             | Gick inte vidare | Gick inte vidare |
| Renata Pliś                                                                                        | 5 000 m        | 4:19.62  | 13        | i.u.        | i.u.        | Gick inte vidare | Gick inte vidare |                  |                  |
| Matylda Szlęzak                                                                                    | 3 000 m hinder | 10:08.84 | 14        | i.u.        | i.u.        | i.u.             | i.u.             | Gick inte vidare | Gick inte vidare |
| Agnieszka Szwarnóg                                                                                 | 20 km gång     | i.u.     | i.u.      | i.u.        | i.u.        | i.u.             | i.u.             | 1:31:14          | 22               |
| Marta Jeschke Anna Kiełbasińska Daria Korczyńska Martyna Opoń Marika Popowicz Ewelina Ptak         | 4 x 100 m      | 43.07    | 4         | i.u.        | i.u.        | i.u.             | i.u.             | Gick inte vidare | Gick inte vidare |
| Iga Baumgart Agata Bednarek Magdalena Gorzkowska Anna Jesień Justyna Święty Patrycja Wyciszkiewicz | 4 x 400 m      | 3:30.15  | 5         | i.u.        | i.u.        | i.u.             | i.u.             | Gick inte vidare | Gick inte vidare |

Fältgrenar
| Idrottare        | Gren           | Kval  | Kval      | Final            | Final            |
| Idrottare        | Gren           | Längd | Placering | Längd            | Placering        |
| ---------------- | -------------- | ----- | --------- | ---------------- | ---------------- |
| Joanna Fiodorow  | Släggkastning  | 70.48 | 12 q      | 72.37            | 10               |
| Żaneta Glanc     | Diskuskastning | 59.88 | 24        | Gick inte vidare | Gick inte vidare |
| Monika Pyrek     | Stavhopp       | 4.40  | 15        | Gick inte vidare | Gick inte vidare |
| Anna Rogowska    | Stavhopp       | 4.55  | 5 q       | NM               | —                |
| Anita Włodarczyk | Släggkastning  | 75.68 | 1 Q       | 77.60            | 1                |

Kombinerade grenar – sjukamp
| Idrottare         | Gren     | 100H  | HJ   | SP    | 200 m | LJ  | JT | 800 m | Final | Placering |
| ----------------- | -------- | ----- | ---- | ----- | ----- | --- | -- | ----- | ----- | --------- |
| Karolina Tymińska | Resultat | 13.22 | 1.68 | 13.74 | 23.71 | DNS | —  | —     | DNF   | DNF       |
| Karolina Tymińska | Poäng    | 1091  | 830  | 777   | 1009  | 0   | —  | —     | DNF   | DNF       |

## Fäktning
- Huvudartikel: Fäktning vid olympiska sommarspelen 2012

Herrar
| Idrottare           | Gren                | Omgång 1          | Omgång 2             | Omgång 3          | Kvartsfinal       | Semifinal         | Final / BM        | Final / BM       |
| Idrottare           | Gren                | Motståndare Poäng | Motståndare Poäng    | Motståndare Poäng | Motståndare Poäng | Motståndare Poäng | Motståndare Poäng | Placering        |
| ------------------- | ------------------- | ----------------- | -------------------- | ----------------- | ----------------- | ----------------- | ----------------- | ---------------- |
| Radosław Zawrotniak | Värja, individuellt | i.u.              | Bouzaid (SEN) L 9–15 | Gick inte vidare  | Gick inte vidare  | Gick inte vidare  | Gick inte vidare  | Gick inte vidare |
| Adam Skrodzki       | Sabel, individuellt | Lam (HKG) W 15–10 | Limbach (GER) L 8–15 | Gick inte vidare  | Gick inte vidare  | Gick inte vidare  | Gick inte vidare  | Gick inte vidare |

Damer
| Idrottare                                                                    | Gren                  | Omgång 1          | Omgång 2                  | Omgång 3               | Kvartsfinal       | Semifinal                                       | Final / BM                  | Final / BM       |
| Idrottare                                                                    | Gren                  | Motståndare Poäng | Motståndare Poäng         | Motståndare Poäng      | Motståndare Poäng | Motståndare Poäng                               | Motståndare Poäng           | Placering        |
| ---------------------------------------------------------------------------- | --------------------- | ----------------- | ------------------------- | ---------------------- | ----------------- | ----------------------------------------------- | --------------------------- | ---------------- |
| Magdalena Piekarska                                                          | Värja, individuellt   | Bye               | Géroudet (SUI) L 14–15    | Gick inte vidare       | Gick inte vidare  | Gick inte vidare                                | Gick inte vidare            | Gick inte vidare |
| Sylwia Gruchała                                                              | Florett, individuellt | Bye               | Ikehata (JPN) L 8–9       | Gick inte vidare       | Gick inte vidare  | Gick inte vidare                                | Gick inte vidare            | Gick inte vidare |
| Martyna Synoradzka                                                           | Florett, individuellt | Bye               | Gafurzianova (RUS) L 8–15 | Gick inte vidare       | Gick inte vidare  | Gick inte vidare                                | Gick inte vidare            | Gick inte vidare |
| Małgorzata Wojtkowiak                                                        | Florett, individuellt | Bye               | Chen (CHN) L 8–15         | Gick inte vidare       | Gick inte vidare  | Gick inte vidare                                | Gick inte vidare            | Gick inte vidare |
| Karolina Chlewińska Sylwia Gruchała Martyna Synoradzka Małgorzata Wojtkowiak | Florett, lag          | i.u.              | i.u.                      | i.u.                   | Frankrike L 31–42 | Klassificering semifinal Storbritannien W 45–30 | 5:e plats-final USA W 45–39 | 5                |
| Aleksandra Socha                                                             | Sabel, individuellt   | i.u.              | Sassine (CAN) W 15–7      | Vougiouka (GRE) L 7–15 | Gick inte vidare  | Gick inte vidare                                | Gick inte vidare            | Gick inte vidare |

## Gymnastik
- Huvudartikel: Gymnastik vid olympiska sommarspelen 2012

### Artistisk
Herrar
| Idrottare     | Gren     | Kval    | Kval    | Kval    | Kval    | Kval    | Kval    | Kval   | Kval      | Final   | Final   | Final   | Final   | Final   | Final   | Final  | Final     |
| Idrottare     | Gren     | Redskap | Redskap | Redskap | Redskap | Redskap | Redskap | Totalt | Placering | Redskap | Redskap | Redskap | Redskap | Redskap | Redskap | Totalt | Placering |
| Idrottare     | Gren     | F       | PH      | R       | V       | PB      | HB      | Totalt | Placering | F       | PH      | R       | V       | PB      | HB      | Totalt | Placering |
| ------------- | -------- | ------- | ------- | ------- | ------- | ------- | ------- | ------ | --------- | ------- | ------- | ------- | ------- | ------- | ------- | ------ | --------- |
| Roman Kulesza | Mångkamp | 13.933  | 12.966  | 13.466  | 14.900  | 14.700  | 14.733  | 84.698 | 28 Q      | 13.866  | 13.000  | 13.866  | 14.400  | 15.100  | 13.933  | 84.165 | 24        |

Damer
| Idrottare           | Gren     | Kval    | Kval    | Kval    | Kval    | Kval   | Kval      | Final   | Final   | Final   | Final   | Final  | Final     |
| Idrottare           | Gren     | Redskap | Redskap | Redskap | Redskap | Totalt | Placering | Redskap | Redskap | Redskap | Redskap | Totalt | Placering |
| Idrottare           | Gren     | F       | V       | UB      | BB      | Totalt | Placering | F       | V       | UB      | BB      | Totalt | Placering |
| ------------------- | -------- | ------- | ------- | ------- | ------- | ------ | --------- | ------- | ------- | ------- | ------- | ------ | --------- |
| Marta Pihan-Kulesza | Mångkamp | 14.333  | 13.833  | 14.033  | 12.166  | 54.365 | 26 Q      | 14.266  | 13.933  | 14.333  | 12.933  | 55.465 | 19        |

### Rytmisk
| Idrottare      | Gren         | Kval   | Kval     | Kval   | Kval   | Kval    | Kval      | Final  | Final    | Final  | Final  | Final   | Final     |
| Idrottare      | Gren         | Boll   | Tunnband | Käglor | Band   | Totalt  | Placering | Boll   | Tunnband | Käglor | Band   | Totalt  | Placering |
| -------------- | ------------ | ------ | -------- | ------ | ------ | ------- | --------- | ------ | -------- | ------ | ------ | ------- | --------- |
| Joanna Mitrosz | Individuellt | 27.425 | 27.250   | 27.625 | 27.450 | 109.750 | 8 Q       | 27.475 | 27.150   | 26.850 | 27.425 | 108.900 | 9         |

## Judo
Herrar
| Idrottare          | Gren                   | 32-delsfinal         | Sextondelsfinal           | Åttondelsfinal             | Kvartsfinal               | Semifinal            | Återkval                  | Bronsmatch                | Final                | Final            |
| Idrottare          | Gren                   | Motståndare Resultat | Motståndare Resultat      | Motståndare Resultat       | Motståndare Resultat      | Motståndare Resultat | Motståndare Resultat      | Motståndare Resultat      | Motståndare Resultat | Placering        |
| ------------------ | ---------------------- | -------------------- | ------------------------- | -------------------------- | ------------------------- | -------------------- | ------------------------- | ------------------------- | -------------------- | ---------------- |
| Paweł Zagrodnik    | Halv lättvikt (-66 kg) | Bye                  | Cunha (BRA) W 0011–0001   | Nazaryan (ARM) W 0111–0102 | Ungvári (HUN) L 0002–0010 | Gick inte vidare     | Karimov (AZE) W 0010–0000 | Ebinuma (JPN) L 0101–0110 | Gick inte vidare     | 5                |
| Tomasz Adamiec     | Lättvikt (-73 kg)      | Bye                  | Legrand (FRA) L 0000–0010 | Gick inte vidare           | Gick inte vidare          | Gick inte vidare     | Gick inte vidare          | Gick inte vidare          | Gick inte vidare     | Gick inte vidare |
| Janusz Wojnarowicz | Tungvikt (+100 kg)     | i.u.                 | Riner (FRA) L 0003–0010   | Gick inte vidare           | Gick inte vidare          | Gick inte vidare     | Gick inte vidare          | Gick inte vidare          | Gick inte vidare     | Gick inte vidare |

Damer
| Idrottare         | Gren                   | Sextondelsfinal            | Åttondelsfinal            | Kvartsfinal              | Semifinal            | Återkval              | Bronsmatch           | Final                | Final            |
| Idrottare         | Gren                   | Motståndare Resultat       | Motståndare Resultat      | Motståndare Resultat     | Motståndare Resultat | Motståndare Resultat  | Motståndare Resultat | Motståndare Resultat | Placering        |
| ----------------- | ---------------------- | -------------------------- | ------------------------- | ------------------------ | -------------------- | --------------------- | -------------------- | -------------------- | ---------------- |
| Katarzyna Kłys    | Mellanvikt (-70 kg)    | Chen F (CHN) L 0000–1001   | Gick inte vidare          | Gick inte vidare         | Gick inte vidare     | Gick inte vidare      | Gick inte vidare     | Gick inte vidare     | Gick inte vidare |
| Daria Pogorzelec  | Halv tungvikt (-78 kg) | Velenšek (SLO) W 0001–0000 | Wollert (GER) W 0020–0000 | Aguiar (BRA) L 0000–0020 | Gick inte vidare     | Joó (HUN) L 0022–1012 | Gick inte vidare     | Gick inte vidare     | 7                |
| Urszula Sadkowska | Tungvikt (+78 kg)      | Bye                        | Tong W (CHN) L 0000–0101  | Gick inte vidare         | Gick inte vidare     | Gick inte vidare      | Gick inte vidare     | Gick inte vidare     | Gick inte vidare |

## Kanotsport
Slalom
| Kanotist                          | Gren                | Omgång 1 | Omgång 1  | Omgång 1 | Omgång 1  | Omgång 1 | Omgång 1  | Semifinal | Semifinal | Final            | Final            |
| Kanotist                          | Gren                | Omgång 1 | Placering | Omgång 2 | Placering | Bästa    | Placering | Tid       | Placering | Tid              | Placering        |
| --------------------------------- | ------------------- | -------- | --------- | -------- | --------- | -------- | --------- | --------- | --------- | ---------------- | ---------------- |
| Grzegorz Kiljanek                 | Herrarnas C1 slalom | 101.03   | 11        | 93.50    | 5         | 93.50    | 8 Q       | 106.14    | 9         | Gick inte vidare | Gick inte vidare |
| Mateusz Polaczyk                  | Herrarnas K1 slalom | 88.51    | 4         | 88.60    | 7         | 88.51    | 7 Q       | 96.36     | 2 Q       | 96.14            | 4                |
| Marcin Pochwała Piotr Szczepański | Herrarnas C2 slalom | 105.58   | 7         | 101.00   | 3         | 101.00   | 5 Q       | 109.81    | 4 Q       | 110.51           | 5                |
| Natalia Pacierpnik                | Damernas K1 slalom  | 110.58   | 11        | 102.38   | 7         | 102.38   | 9 Q       | 107.79    | 1 Q       | 115.80           | 7                |

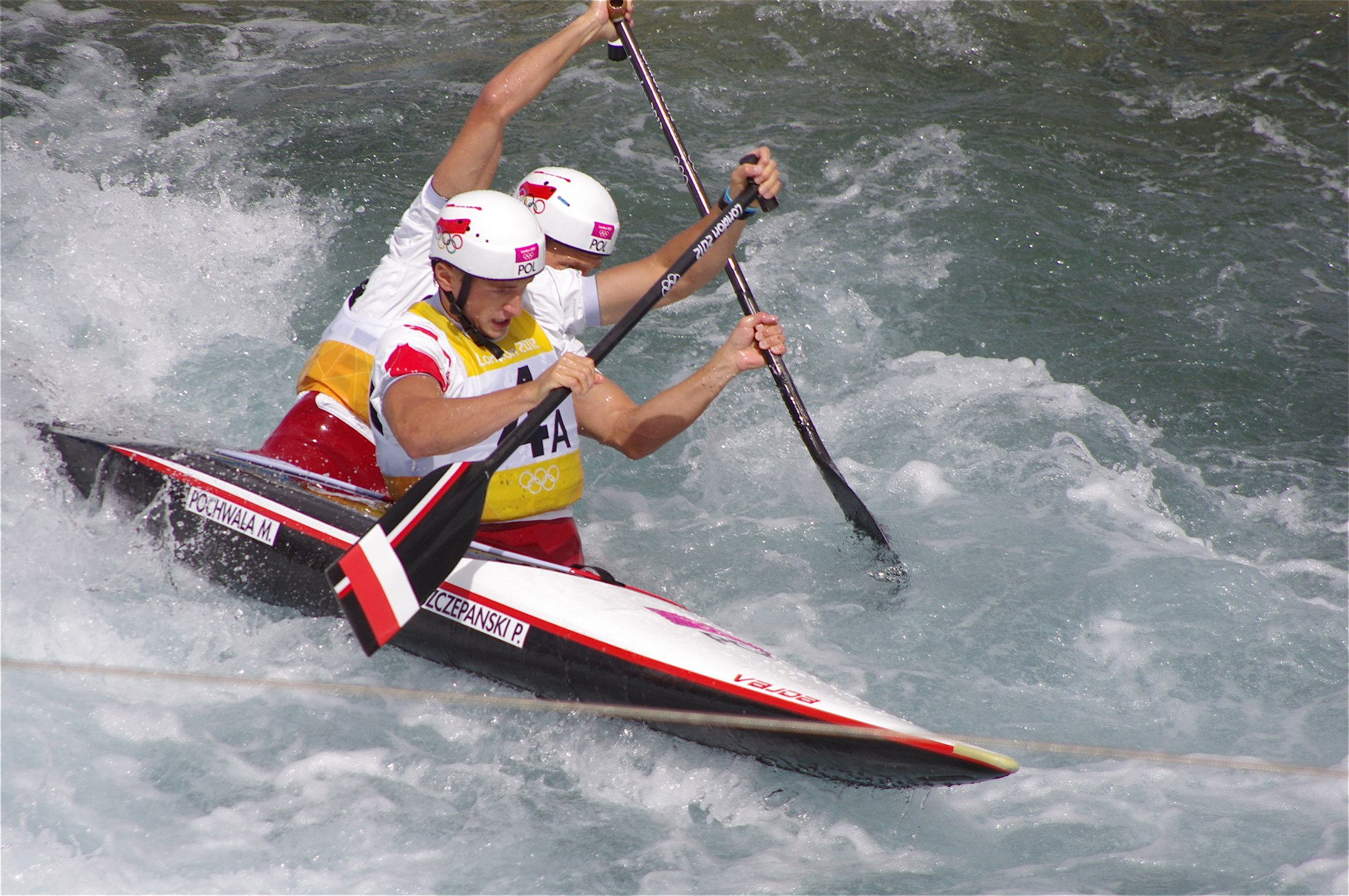
Piotr Szczepański och Marcin Pochwała i herrarnas slalom C-2
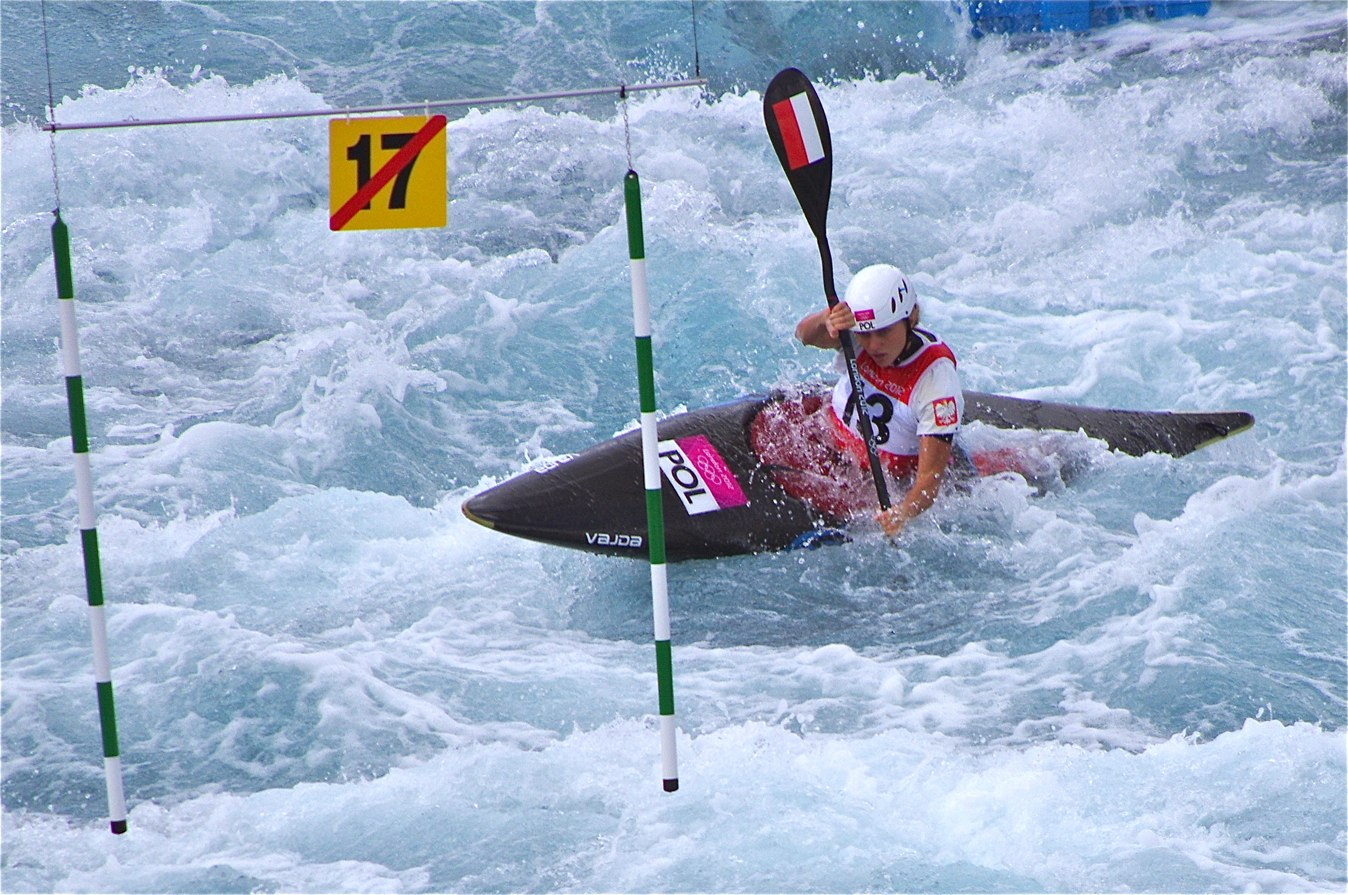
Natalia Pacierpnik i damernas K-1

Sprint
| Kanotist                                                            | Gren                | Heat     | Heat      | Semifinal | Semifinal | Final           | Final           |
| Kanotist                                                            | Gren                | Tid      | Placering | Tid       | Placering | Tid             | Placering       |
| ------------------------------------------------------------------- | ------------------- | -------- | --------- | --------- | --------- | --------------- | --------------- |
| Piotr Kuleta                                                        | Herrarnas C1 200 m  | 44.645   | 5 Q       | 45.348    | 7         | Did not advance | Did not advance |
| Piotr Kuleta                                                        | Herrarnas C1 1000 m | 4:04.889 | 5 Q       | 3:53.802  | 5 FB      | 3:54.414        | 9               |
| Piotr Siemionowski                                                  | Herrarnas K1 200 m  | 35.990   | 2 Q       | 36.507    | 6 FB      | 38.585          | 14              |
| Marcin Grzybowski Tomasz Kaczor                                     | Herrarnas C2 1000 m | 3:38.759 | 5 Q       | 3:37.695  | 4 FB      | 3:37.692        | 9               |
| Marta Walczykiewicz                                                 | Damernas K1 200 m   | 42.290   | 2 Q       | 40.905    | 2 FA      | 45.500          | 5               |
| Aneta Konieczna                                                     | Damernas K1 500 m   | 1:52.069 | 3 Q       | 1:52.193  | 4 FB      | 1:53.356        | 10              |
| Beata Mikołajczyk Karolina Naja                                     | Damernas K2 500 m   | 1:48.271 | 5 Q       | 1:41.873  | 3 FA      | 1:44.000        | 3               |
| Aneta Konieczna Beata Mikołajczyk Karolina Naja Marta Walczykiewicz | Damernas K4 500 m   | 1:35.943 | 5 Q       | 1:30.338  | 1 FA      | 1:31.607        | 4               |

## Modern femkamp
| Idrottare          | Gren   | Fäktning (värja) | Fäktning (värja) | Fäktning (värja) | Simning (200 m frisim) | Simning (200 m frisim) | Simning (200 m frisim) | Ridsport (hästhoppning) | Ridsport (hästhoppning) | Ridsport (hästhoppning) | Kombinerat: skytte/löpning (10 m luftpistol)/(3000 m) | Kombinerat: skytte/löpning (10 m luftpistol)/(3000 m) | Kombinerat: skytte/löpning (10 m luftpistol)/(3000 m) | Totalpoäng | Slutpoäng |
| Idrottare          | Gren   | Resultat         | Placering        | MF-poäng         | Tid                    | Placering              | MF-poäng               | Straff                  | Placering               | MF-poäng                | Tid                                                   | Placering                                             | MF-poäng                                              | Totalpoäng | Slutpoäng |
| ------------------ | ------ | ---------------- | ---------------- | ---------------- | ---------------------- | ---------------------- | ---------------------- | ----------------------- | ----------------------- | ----------------------- | ----------------------------------------------------- | ----------------------------------------------------- | ----------------------------------------------------- | ---------- | --------- |
| Szymon Staśkiewicz | Herrar | 14–21            | 29               | 736              | 2:11,54                | 32                     | 1224                   | 20                      | 4                       | 1180                    | 10:56,31                                              | 18                                                    | 2376                                                  | 5516       | 24        |
| Sylwia Gawlikowska | Damer  | 17–18            | 19               | 808              | 2:17,35                | 13                     | 1152                   | 52                      | 10                      | 1148                    | 12:15,27                                              | 14                                                    | 2060                                                  | 5168       | 13        |
| Katarzyna Wójcik   | Damer  | 16–19            | 22               | 784              | 2:20,94                | 24                     | 1112                   | 60                      | 14                      | 1140                    | 12:17,69                                              | 16                                                    | 2052                                                  | 5088       | 19        |

## Ridsport

### Dressyr
| Ryttare             | Häst    | Grand Prix | Grand Prix | Grand Prix Special | Grand Prix Special | Grand Prix Freestyle | Grand Prix Freestyle | Placering |
| Ryttare             | Häst    | Poäng      | Placering  | Poäng              | Placering          | Poäng                | Placering            | Placering |
| ------------------- | ------- | ---------- | ---------- | ------------------ | ------------------ | -------------------- | -------------------- | --------- |
| Beata Stremler      | Martini | 69,422     | 36         | Ej kvalificerad    | Ej kvalificerad    | Ej kvalificerad      | Ej kvalificerad      | 36        |
| Katarzyna Milczarek | Ekwador | 69,271     | 38         | Ej kvalificerad    | Ej kvalificerad    | Ej kvalificerad      | Ej kvalificerad      | 38        |
| Michał Rapcewicz    | Randon  | 66,915     | 45         | Ej kvalificerad    | Ej kvalificerad    | Ej kvalificerad      | Ej kvalificerad      | 45        |

| Ryttare                                             | Häst     | Grand Prix | Grand Prix | Grand Prix Special | Grand Prix Special | Placering |
| Ryttare                                             | Häst     | Poäng      | Placering  | Poäng              | Total poäng        | Placering |
| --------------------------------------------------- | -------- | ---------- | ---------- | ------------------ | ------------------ | --------- |
| Michal Rapcewicz Beata Stremler Katarzyna Milczarek | som ovan | 68,536     | 8          | Ej kvalificerad    | Ej kvalificerad    | 8         |

### Fälttävlan
| Tävlande     | Häst | Gren        | Dressyr | Dressyr   | Terrängbana | Terrängbana | Hoppning | Hoppning  | Hoppning | Hoppning  | Totalt | Totalt    |
| Tävlande     | Häst | Gren        | Dressyr | Dressyr   | Terrängbana | Terrängbana | Kval     | Kval      | Final    | Final     | Totalt | Totalt    |
| Tävlande     | Häst | Gren        | Straff  | Placering | Straff      | Placering   | Straff   | Placering | Straff   | Placering | Straff | Placering |
| ------------ | ---- | ----------- | ------- | --------- | ----------- | ----------- | -------- | --------- | -------- | --------- | ------ | --------- |
| Pawel Spisak | Wag  | Individuell | 54,8    | 50        | 22,4        | 41          | Utgick   | Utgick    | Utgick   | Utgick    |        | 57        |

## Rodd
Herrar
| Idrottare | Gren                        | Heat    | Heat      | Återkval | Återkval  | Kvartsfinal | Kvartsfinal | Semifinal        | Semifinal        | Final            | Final            | Final |
| Idrottare | Gren                        | Tid     | Placering | Tid      | Placering | Tid         | Placering   | Tid              | Placering        | Tid              | Placering        |       |
| --- | --------------------------- | ------- | --------- | -------- | --------- | ----------- | ----------- | ---------------- | ---------------- | ---------------- | ---------------- | ----- |
| Michał Słoma | Singelsculler               | 6:54,58 | 3 QF      | BYE      | BYE       | 7:21,55     | 5 SC/D      | 7:39,00          | 3 FC             | 7:34,98          | 17               |       |
| Jarosław Godek Wojciech Gutorski | Tvåa utan styrman           | 6:19,98 | 3 SA/B    | BYE      | BYE       | i.u.        | i.u.        | 7:04,58          | 4 FB             | 6:56,00          | 10               |       |
| Michał Jeliński Marek Kolbowicz Adam Korol Konrad Wasielewski                                                                                                 | Scullerfyra                 | 5:40,56 | 2 SA/B    | BYE      | BYE       | i.u.        | i.u.        | 6:10,75          | 3 FA             | 5:51,74          | 6                |       |
| Miłosz Bernatajtys Łukasz Pawłowski Paweł Rańda Łukasz Siemion                                                                                                | Lättvikts-fyra utan styrman | 5:53,52 | 4 R       | 6:04,46  | 4         | i.u.        | i.u.        | Gick inte vidare | Gick inte vidare | Gick inte vidare | Gick inte vidare |       |
| Krystian Aranowski Marcin Brzeziński Mikołaj Burda Rafał Hejmej Piotr Hojka Piotr Juszczak Zbigniew Schodowski Michał Szpakowski Daniel Trojanowski (styrman) | Åtta med styrman            | 5:35,64 | 3 R       | 5:30,34  | 5 FA      | i.u.        | i.u.        | i.u.             | i.u.             | 5:57,67          | 7                |       |

Damer
| Idrottare                                                        | Gren          | Heat    | Heat      | Återkval | Återkval  | Final   | Final     | Final |
| Idrottare                                                        | Gren          | Tid     | Placering | Tid      | Placering | Tid     | Placering |       |
| ---------------------------------------------------------------- | ------------- | ------- | --------- | -------- | --------- | ------- | --------- | ----- |
| Magdalena Fularczyk Julia Michalska                              | Dubbelsculler | 6:50,85 | 2 FA      | BYE      | BYE       | 7:07,92 | 3         |       |
| Joanna Leszczyńska Sylwia Lewandowska Natalia Madaj Kamila Soćko | Scullerfyra   | 6:21,44 | 3 R       | 6:23,19  | 5 FB      | 6:57,20 | 8         |       |

## Segling
Herrar
| Seglare                             | Gren      | Lopp | Lopp | Lopp | Lopp | Lopp | Lopp | Lopp | Lopp | Lopp | Lopp | Lopp | Summerad poäng | Finalplacering |
| Seglare                             | Gren      | 1    | 2    | 3    | 4    | 5    | 6    | 7    | 8    | 9    | 10   | M*   | Summerad poäng | Finalplacering |
| ----------------------------------- | --------- | ---- | ---- | ---- | ---- | ---- | ---- | ---- | ---- | ---- | ---- | ---- | -------------- | -------------- |
| Przemysław Miarczyński              | RS:X      | 2    | 2    | 7    | 4    | 13   | 3    | 7    | 4    | 13   | 9    | 4    | 60             | 3              |
| Kacper Ziemiński                    | Laser     | 22   | 13   | 8    | 24   | 18   | 15   | 29   | 11   | 22   | 12   | EL   | 145            | 17             |
| Piotr Kula                          | Finnjolle | 25   | 16   | 17   | 16   | 13   | 20   | 25   | 11   | 14   | 16   | EL   | 148            | 16             |
| Mateusz Kusznierewicz Dominik Życki | Starbåt   | 9    | 3    | 12   | 10   | 3    | 4    | 2    | 9    | 13   | 2    | 9    | 72             | 8              |

M = Medaljlopp; EL = Eliminerad – gick inte vidare till medaljloppet;
Damer
| Seglare                           | Gren         | Lopp | Lopp | Lopp | Lopp | Lopp | Lopp | Lopp | Lopp | Lopp | Lopp | Lopp | Summerad poäng | Finalplacering |
| Seglare                           | Gren         | 1    | 2    | 3    | 4    | 5    | 6    | 7    | 8    | 9    | 10   | M*   | Summerad poäng | Finalplacering |
| --------------------------------- | ------------ | ---- | ---- | ---- | ---- | ---- | ---- | ---- | ---- | ---- | ---- | ---- | -------------- | -------------- |
| Zofia Klepacka                    | RS:X         | 5    | 2    | 12   | 3    | 1    | 1    | 9    | 21   | 4    | 4    | 3    | 47             | 3              |
| Anna Weinzieher                   | Laser radial | 16   | 26   | 25   | 21   | 20   | 16   | 22   | 24   | 15   | 27   | EL   | 185            | 22             |
| Jolanta Ogar Agnieszka Skrzypulec | 470          | 13   | 14   | 20   | 18   | 7    | 2    | 18   | 8    | 11   | 10   | EL   | 98             | 12             |

M = Medaljlopp; EL = Eliminerad – gick inte vidare till medaljloppet;
Öppen
| Seglare                            | Gren | Lopp | Lopp | Lopp | Lopp | Lopp | Lopp | Lopp | Lopp | Lopp | Lopp | Lopp | Lopp | Lopp | Lopp | Lopp | Lopp | Summerad poäng | Finalplacering |
| Seglare                            | Gren | 1    | 2    | 3    | 4    | 5    | 6    | 7    | 8    | 9    | 10   | 11   | 12   | 13   | 14   | 15   | M*   | Summerad poäng | Finalplacering |
| ---------------------------------- | ---- | ---- | ---- | ---- | ---- | ---- | ---- | ---- | ---- | ---- | ---- | ---- | ---- | ---- | ---- | ---- | ---- | -------------- | -------------- |
| Paweł Kołodziński Łukasz Przybytek | 49er | 11   | 14   | 11   | 13   | 8    | 3    | 15   | 10   | 5    | 13   | 11   | 12   | 7    | 18   | 13   | EL   | 146            | 13             |

M = Medaljlopp; EL = Eliminerad – gick inte vidare till medaljloppet;

## Taekwondo
| Idrottare        | Gren             | Åttondelsfinaler     | Kvartsfinaler        | Semifinaer           | Återkval             | Bronsmatch           | Final                | Final            |
| Idrottare        | Gren             | Motståndare Resultat | Motståndare Resultat | Motståndare Resultat | Motståndare Resultat | Motståndare Resultat | Motståndare Resultat | Placering        |
| ---------------- | ---------------- | -------------------- | -------------------- | -------------------- | -------------------- | -------------------- | -------------------- | ---------------- |
| Michał Łoniewski | Herrarnas −68 kg | Nikpai (AFG) L 5–12  | Gick inte vidare     | Gick inte vidare     | Gick inte vidare     | Gick inte vidare     | Gick inte vidare     | Gick inte vidare |

## Tennis
Herrar
| Spelare                              | Gren       | Omgång 1                       | Omgång 2                                          | Åttondelsfinaler  | Kvartsfinaler     | Semifinaler       | Final / BM        | Final / BM       |
| Spelare                              | Gren       | Motståndare Poäng              | Motståndare Poäng                                 | Motståndare Poäng | Motståndare Poäng | Motståndare Poäng | Motståndare Poäng | Placering        |
| ------------------------------------ | ---------- | ------------------------------ | ------------------------------------------------- | ----------------- | ----------------- | ----------------- | ----------------- | ---------------- |
| Łukasz Kubot                         | Herrsingel | Dimitrov (BUL) L 3–6, 6–7(4–7) | Gick inte vidare                                  | Gick inte vidare  | Gick inte vidare  | Gick inte vidare  | Gick inte vidare  | Gick inte vidare |
| Mariusz Fyrstenberg Marcin Matkowski | Herrdubbel | i.u.                           | Ferrer / F. López (ESP) L 6–7(7–9), 7–6(8–6), 6–8 | Gick inte vidare  | Gick inte vidare  | Gick inte vidare  | Gick inte vidare  | Gick inte vidare |

Damer
| Spelare                               | Gren      | Omgång 1                          | Omgång 2                                       | Åttondelsfinaler                      | Kvartsfinaler     | Semifinaler       | Final / BM        | Final / BM       |
| Spelare                               | Gren      | Motståndare Poäng                 | Motståndare Poäng                              | Motståndare Poäng                     | Motståndare Poäng | Motståndare Poäng | Motståndare Poäng | Placering        |
| ------------------------------------- | --------- | --------------------------------- | ---------------------------------------------- | ------------------------------------- | ----------------- | ----------------- | ----------------- | ---------------- |
| Agnieszka Radwańska                   | Damsingel | Görges (GER) L 5–7, 7–6(7–5), 4–6 | Gick inte vidare                               | Gick inte vidare                      | Gick inte vidare  | Gick inte vidare  | Gick inte vidare  | Gick inte vidare |
| Urszula Radwańska                     | Damsingel | Barthel (GER) W 6–4, 6–3          | S. Williams (USA) L 2–6, 3–6                   | Gick inte vidare                      | Gick inte vidare  | Gick inte vidare  | Gick inte vidare  | Gick inte vidare |
| Klaudia Jans-Ignacik Alicja Rosolska  | Damdubbel | i.u.                              | Kirilenko / Petrova (RUS) L 7–6(7–5), 3–6, 2–6 | Gick inte vidare                      | Gick inte vidare  | Gick inte vidare  | Gick inte vidare  | Gick inte vidare |
| Agnieszka Radwańska Urszula Radwańska | Damdubbel | i.u.                              | Cibulková / Hantuchová (SVK) W 6–2, 6–1        | Huber / Raymond (USA) L 4–6, 6–7(3–7) | Gick inte vidare  | Gick inte vidare  | Gick inte vidare  | Gick inte vidare |

Mixed
| Agnieszka Radwańska Marcin Matkowski | Mixeddubbel | Stosur / Hewitt (AUS) L 3–6, 3–6 | Gick inte vidare | Gick inte vidare | Gick inte vidare | Gick inte vidare |

## Triathlon
| Triathlet        | Gren                | Simning (1,5 km) | Trans 1 | Cykling (40 km) | Trans 2 | Löpning (10 km) | Total tid | Placering |
| ---------------- | ------------------- | ---------------- | ------- | --------------- | ------- | --------------- | --------- | --------- |
| Marek Jaskółka   | Herrarnas triathlon | 17:58            | 0:41    | 59:45           | 0:29    | 33:45           | 1:52:38   | 47        |
| Maria Cześnik    | Damernas triathlon  | 19:28            | 0:42    | 1:07:17         | 0:33    | 36:09           | 2:04:09   | 31        |
| Agnieszka Jerzyk | Damernas triathlon  | 19:47            | 0:41    | 1:06:57         | 0:32    | 34:55           | 2:02:52   | 25        |